# 新伊萬尼夫卡 (蘇梅區)
51°12′5″N 34°22′15″E / 51.20139°N 34.37083°E
新伊萬尼夫卡（烏克蘭語：Новоіванівка）是位於烏克蘭東北部的村莊，由蘇梅州蘇梅區的比洛皮利亞市鎮負責管轄。該村分別距離索利亞尼基、希里内和基斯拉杜比納1.5公里，海拔高度182米，2001年人口103。